# День национального единства и вооружённых сил
4 ноября в Италии отмечается День национального единства и Вооруженных Сил (итал. Giorno dell’Unità Nazionale e Festa delle Forze Armate / англ. National Unity and Armed Forces Day). До 1976 года этот праздник был государственным, но в настоящее время таковым не является, хотя и установлен законом. Он посвящен памяти всех павших за Родину.
Впервые День национального единства был введен в 1922 году и назывался Годовщиной победы в Первой мировой войне. Исторически этот день посвящен победе над войсками Австро-Венгрии и Германии в 1918 году во время Итальянского фронта Первой мировой войны, а также бойцам, павшим в этих сражениях за Родину.
Боевые действия на Итальянском фронте проходили в период с 23 мая 1915 года по ноябрь 1918 года.
С начала Первой мировой войны Италия сохраняла нейтралитет, но в 1915 году все-таки вступила в войну на стороне Антанты, основной причиной чему стало желание провести значительные территориальные изменения за счет Австро-Венгрии. Успех итальянской армии был переменным: в 1915 году наступательная инициатива была на стороне Италии, однако, в 1916 году австро-венгерская армия нанесла поражение итальянской армии в битве при Трентино.
В 1917 году итальянская армия провела ряд успешных летних операций, но осенью потерпела сокрушительное поражение и в результате отступила вглубь Италии. В течение всего 1918 года армия восстанавливалась после разгрома при Капоретто и лишь осенью смогла перейти в наступление, разгромив ослабленную австрийскую армию. 4 ноября 1918 года боевые действия на Итальянском фронте были полностью завершены.
Сегодня к памятникам на могилах воинов традиционно возлагают венки президент и первые лица Италии. Венки возлагаются и к могиле неизвестного солдата. В эти дни в музеях демонстрируется военное обмундирование тех военных лет, а также открыт доступ в солдатские казармы.